# Aobōzu
Aobōzu (青坊主?, bonzo blu) è uno yōkai presente in numerose leggende giapponesi.

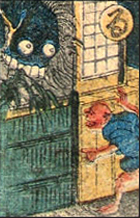
Un aobōzu raffigurato in un mazzo di carte obake karuta.

Le storie sugli aobōzu, in particolare i dettagli sull'aspetto dello spirito, variano notevolmente. Oltre ad apparire nel folclore giapponese, l'aobōzu è stato raffigurato numerose volte anche nell'arte tradizionale giapponese, tra gli esempi si annovera una raffigurazione dell'aobōzu presente nella tetralogia e-hon di Toriyama Sekien, Gazu hyakki yagyō.

## Aobōzu nel folclore
Sebbene i dettagli fisici dell'aobōzu varino nelle varie leggende, con differenze spesso suddivise a livello regionale, è tipicamente raffigurato come una grande figura umanoide che assomiglia a un bōzu. Anche la natura esatta delle azioni dell'aobōzu, o la natura della sua infestazione, varia. Si dice che un grande aobōzu blu sia apparso nella città di Minabe, distretto di Hidaka, prefettura di Wakayama. Al contrario, le apparizioni dell'aobōzu a Kaneyama, distretto di Ōnuma, prefettura di Fukushima si dice che fosse una donnola travestita da aobōzu, mentre nella prefettura di Gifu e nella prefettura di Hiroshima, si dice che le apparizioni dell'aobōzu siano invece un tanuki travestito da aobōzu. Apparizioni e storie sull'aobōzu compaiono anche in altre aree, come il distretto di Haibara, nella prefettura di Shizuoka ma i dettagli sono sconosciuti.

### Prefettura di Nagano
Nella prefettura di Nagano esistono alcune varianti della leggenda dell'aobōzu. In una, se una persona smette di respirare e gira su se stessa per sette volte ai piedi di un pino, si dice che appaia un aobōzu e che dica "Non calpestare le rocce, non spezzare il pino". Si dice che una volta, una carpa gigante che viveva principalmente in uno stagno andò su tutte le furie dopo che gli umani avevano cercato di catturarla viva, così gli abitanti del villaggio piantarono questo pino nel tentativo di calmare la carpa.

### Prefettura di Shizuoka
Nella prefettura di Shizuoka, si dice che in primavera, i bambini che tornano a casa tardi verso il tramonto e corrono attraverso un campo di grano possono essere rapiti da un aobōzu che appare dal grano. La leggenda è usata in parte come scusa per non lasciare che i bambini escano nei campi la sera in primavera.

### Prefettura di Okayama
Nella prefettura di Okayama, si dice che un aobōzu con un corpo blu o vestiti blu appaia nelle case vuote e in altri luoghi.

### Prefettura di Yamaguchi
Nella prefettura di Yamaguchi, si dice che gli aobōzu siano divinità della montagna (Yama-no-Kami) che hanno assunto l'aspetto di un piccolo monaco. In questa leggenda, si dice che gli aobōzu appaiano davanti alle persone e suggeriscano loro di prendere parte a un incontro di sumo con loro, nonostante le loro piccole dimensioni, gli aobōzu, avendo i poteri di una divinità della montagna, si dice che scaglino facilmente le persone se le affrontano con troppa sicurezza.

### Prefettura di Kagawa
Nella prefettura di Kagawa, si dice che gli aobōzu si presentino davanti alle donne e chiedano: "Che ne dici di appenderti per il collo?". In questa leggenda, gli aobōzu scompaiono se respinti, ma se la donna li ignora senza dire nulla, gli aobōzu attaccano con forza la donna, rendendola priva di sensi prima di impiccarle.

### Prefettura di Yamagata
Nella prefettura di Yamagata, si dice che il bagno di una scuola elementare ai piedi di una montagna sia infestato da un aobōzu. In questa leggenda, il volto di un prete con la testa blu appare dal water e fissa chiunque lo stia usando.

### Prefettura di Fukushima
Similmente alla prefettura di Yamagata, nella prefettura di Fukushima, nella prima metà degli anni '30, si dice che un aobōzu apparisse nel bagno di una scuola elementare, e si dice che gli studenti all'epoca ne fossero così spaventati che non usavano il bagno.

## NelGazu hyakki yagyō

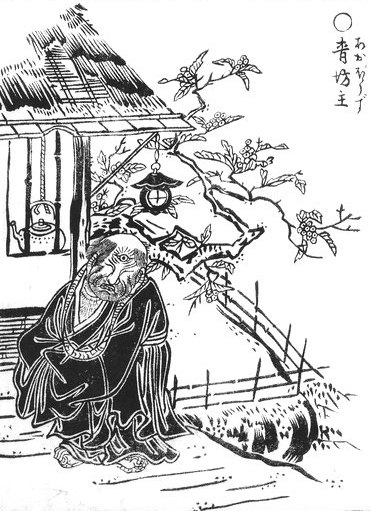
"Aobōzu" dal Gazu hyakki yagyō di Sekien Toriyama.

Nel Gazu hyakki yagyō di Toriyama Sekien, è raffigurato un sacerdote con un occhio solo in piedi accanto a una capanna con il tetto di paglia che potrebbe essere una potenziale raffigurazione di un aobōzu. Nonostante le somiglianze con la leggenda dell'aobōzu nell'aspetto, il Gazu hyakki yagyō, in quanto libro illustrato e-hon, non era accompagnato da un testo esplicativo, il che significa che l'immagine potrebbe non mostrare un aobōzu, ma potrebbe invece essere intesa a raffigurare un altro yōkai, come il mehitotsu-bō (monaco con un occhio solo) comunemente raffigurato nelle opere d'arte del periodo Edo, come l'Hyakkai zukan di Sawaki Sūshi.
Toriyama, giocando sul fatto che la parola per blu in giapponese (青?, ao) può riferirsi all'immaturità, potrebbe anche aver inteso raffigurare un sacerdote non sufficientemente addestrato come uno yōkai.

## Riferimenti all'Aobōzu
- Un personaggio ricorrente nel manga Kitaro dei cimiteri è un aobōzu.
- Esiste anche un gruppo J-pop e J-rock conosciuto con il nome Aobōzu.
- Questa creatura appare anche nel gioco Muramasa: La spada demoniaca.